# Церква Святого Миколая (Сливки)
Церква Святого Миколая (Сливки) — дерев'яна гуцульська церква в с. Сливки Івано-Франківської області, Україна, пам'ятка архітектури національного значення.

## Історія
Церква датована 1760 роком, коли її перенесли на пагорб для захисту від постійних підтоплень у низині, була парафіяльною. Храм був пошкоджений під час Першої світової війни, та відремонтований після її закінчення. В церкві під час війни владою Австро-Угорщини було реквізовано дзвони (6 дзвонів вагою 500, 75, 50, 25, 20 і 20 — 1909, 1873, 1686 роки).  У радянський період церква  охоронялась як пам'ятка архітектури Української РСР (№ 1195). У цей період (з 1962 по 1989 рік) храм був закритий. Після відкриття у 1989 році церкву  реставрували. В храму збереглися Євангеліє та дві ікони, датовані часом заснування церкви. Використовується громадою ПЦУ ( о. Тарас Грибович).
В церкві служили: о. Михаїл Михасюк (1989-1991); о. Василій Пилипів (1991-2004).

## Архітектура
Церква хрещата в плані з великим квадратним зрубом нави, нахиленим в середину храму, та невеликими раменами. До вівтаря прибудовані ризниці. Зруб нави продовжується восьмигранною частиною на якій розташована баня шатрового типу з ліхтарем та маківкою. Бокові зруби мають двосктні дахи, вершки яких розташовані на рівні вершини зрубу нави. Опасання церкви розташовується навколо зрубів на їх випусках (вінцях). В середині церкви розташований триярусний іконостас

## Дзвіниця
Квадратна дзвіниця, яка входить до складу пам'ятки складається з двох ярусів, перекрита шатровим звершенням.